# 소월길
"소월길"(Sowol Road)은 한국에서 제작된 신종훈 감독의 2014년 드라마 영화이다. 박명신 등이 주연으로 출연하였다.

## 출연

### 주연
- 박명신
- 고원희

### 조연
- 최무성
- 이휘종
- 박수영
- 박진우